# Authie (Somme)
Authie (picardisch: Eutie, flämisch: Othie) ist eine nordfranzösische Gemeinde mit 258 Einwohnern (Stand 1. Januar 2022) im Département Somme in der Region Hauts-de-France. Die Gemeinde gehört zum Kanton Albert und ist Teil der Communauté de communes du Pays du Coquelicot.

## Geographie
Die Gemeinde an der Grenze zum historischen Artois liegt im Tal der Authie an den Départementsstraßen D176 von Thièvres (Somme) nach Mailly-Maillet, D152 von Marieux im Westen und Couin im Département Pas-de-Calais im Osten rund 7 km nordwestlich von Acheux-en-Amiénois. Die Bewohner werden als Alteens oder Alteins bezeichnet.

## Einwohner
| 1962 | 1968 | 1975 | 1982 | 1990 | 1999 | 2006 | 2010 |
| ---- | ---- | ---- | ---- | ---- | ---- | ---- | ---- |
| 283  | 294  | 280  | 256  | 208  | 238  | 263  | 300  |

## Verwaltung
Bürgermeister (maire) ist seit 2001 Honoré Froideval.